# Боудин-колледж
Боудин-колледж (англ. Bowdoin College) — частный университет в г. Брансуик, штат Мэн, США. 
Основан 24 июня 1794 года губернатором Массачусетса Сэмюэлем Адамсом. Колледж был назван в честь бывшего губернатора Массачусетса Джеймса Боудина, чей сын Джеймс Боудин III был одним из первых жертвователей. На момент основания это был самый восточный колледж в Соединенных Штатах, так как он располагался в штате Мэн.
До 1971 года был мужским колледжем. Предлагает степень бакалавра по 33 основным дисциплинам. В 2015 году в рейтинге лучших гуманитарных вузов США по версии U.S. News & World Report Боудин-колледж занял 5-е место, а в 2017 году поднялся до 3-го места.

## Выпускники
- Адельштейн, Пол — актёр.
- Блейн, Джеймс — политик, сенатор, госсекретарь США.
- Гершкович, Эван — журналист.
- Готорн, Натаниэль — писатель, автор романа «Алая буква».
- Дорр, Энтони — писатель, обладатель Пулитцеровской премии.
- Дуглас, Стивен — политик.
- Кинси, Альфред — биолог и сексолог.
- Коэн, Уильям Себастьян — конгрессмен, сенатор, министр обороны США.
- Лонгфелло, Генри Уодсворт — поэт, автор «Песни о Гайавате».
- Мамдани, Зохран — политик.
- Митчелл, Джордж Джон — политик, сенатор, председатель совета директоров The Walt Disney Company.
- Пири, Роберт — исследователь Арктики.
- Пирс, Франклин — 14-й президент США.
- Пур, Генри Варнум (1812—1905) — основатель рейтингового агентства Standard & Poor’s.
- Фессенден, Уильям Питт — политик, сенатор, 26-й министр финансов США.
- Фрай, Уильям Пирс — политик, член Палаты представителей США.
- Хилдрет, Хорас Август — политик, 59-й губернатор штата Мэн.
- Ховард, Оливер — офицер армии США и генерал федеральной армии во время Гражданской войны в США.
- Холл, Эдвин — физик.
- Хэйес, Чарльз — писатель.
- Эндрюс, Томас Хирэм — политик, член Палаты представителей США.

## Преподаватели
- Хоули, Джон Стрэттон